# Ricardo Kruger Lei
Ricardo Kruger Lei (Crimmitschau, 4 de febrero de 1869—Punta Arenas, 15 de mayo de 1940) fue un pionero alemán conocido por defender la soberanía de Chile de los territorios patagónicos occidentales, principalmente Puerto Consuelo, en las cercanías de Puerto Natales.

## Biografía
Ricardo Kruger nació el 4 de febrero de 1869 en la ciudad de Crimmitschau, Alemania. En 1892, a los 23 años, llega a la Patagonia Argentina, para trabajar en la estancia Chemy Aike, por cuenta del Capitán Eberhard. A comienzos de 1896, se traslada a la Estancia Puerto Consuelo, trayendo los primeros animales para el establecimiento ganadero que fundara el excapitán de la empresa naviera "Kosmos".
En 1898, viajó a la localidad argentina de Río Gallegos, donde contrajo matrimonio con doña Matilde Johannsen Johannsen, el 15 de septiembre del mismo año. Luego, volvió a radicarse con su esposa a Puerto Consuelo, donde nacieron sus seis hijos: Hermann, Carlos, Enrique, Carolina, Frida y Ricardo. Se retiró de Puerto Consuelo, el 1º de octubre de 1936.
El 23 de enero de 1938, el Gobierno de Chile le hace entrega en Punta Arenas, de la Orden al Mérito Bernardo O'Higgins.
Ricardo Kruger falleció a la edad de 71 años el 15 de mayo de 1940 en Punta Arenas.